# 八卦
八卦（はっけ、はっか）は、古代中国から伝わる易における8つの概念のことである。すなわち、一般的な周易では
- ☰（乾）
- ☱（兌）
- ☲（離）
- ☳（震）
- ☴（巽）
- ☵（坎）
- ☶（艮）
- ☷（坤）

の八つの卦のことである。以下は、一般的な周易の八卦について主に記し、末尾に香港で使われる連山易・帰蔵易の八卦について記す。
卦は爻と呼ばれる記号を3つ組み合わた三爻によりできたものである。爻には⚊陽（剛）と⚋陰（柔）の2種類があり、組み合わせにより八卦ができる。なお八爻の順位は下から上で、下爻・中爻・上爻の順である。また八卦を2つずつ組み合わせることにより六十四卦が作られる。

## 卦象

後天図。上が坎（北）になった物

八卦は伏羲が天地自然に象って作ったという伝説があり、卦の形はさまざまな事物事象を表しているとされる。
『易経』繋辞上伝には以下のように八卦の成立について述べられている。
「易に太極あり、是れ両儀を生ず。両儀、四象を生じ、四象、八卦を生ず。八卦、吉凶を定む」
この文章の解釈は後述のように様々であるが、もっとも素直なのは朱子学に基づく諸橋轍次のように「宇宙の根源である太極から両儀すなわち陰陽が生じ、陰陽が大陽・小陰、大陰・小陽の四象を生じ、四象の組み合わせを八卦という」という解釈である。この朱子学の説に基づいて八卦の図を書くのが通常である。
下表のように方位などに当てて運勢や方位の吉凶を占うことが多い。
| 八卦 | 二進法 | 卦名 | 音読み | 訓読み     | 自然 | 性情 | 家族 | 身体 | 動物 | 先天八卦方位 | 後天八卦方位 | 五行 と 五星 | 伏羲八卦次序 | 文王八卦次序 |
| ---- | ------ | ---- | ------ | ---------- | ---- | ---- | ---- | ---- | ---- | ------------ | ------------ | ------------ | ------------ | ------------ |
| ☰    | 111    | 乾   | ケン   | いぬい     | 天   | 健   | 父   | 首   | 馬   | 南           | 北西         | 金｜海王星   | 1            | 1            |
| ☱    | 110    | 兌   | ダ     | -          | 沢   | 悦   | 少女 | 口   | 羊   | 南東         | 西           | 金｜金星     | 2            | 8            |
| ☲    | 101    | 離   | リ     | -          | 火   | 麗   | 中女 | 目   | 雉   | 東           | 南           | 火｜火星     | 3            | 6            |
| ☳    | 100    | 震   | シン   | -          | 雷   | 動   | 長男 | 足   | 龍   | 北東         | 東           | 木｜木星     | 4            | 3            |
| ☴    | 011    | 巽   | ソン   | たつみ     | 風   | 入   | 長女 | 股   | 鶏   | 南西         | 南東         | 木｜冥王星   | 5            | 4            |
| ☵    | 010    | 坎   | カン   | -          | 水   | 陥   | 中男 | 耳   | 豚   | 西           | 北           | 水｜水星     | 6            | 5            |
| ☶    | 001    | 艮   | ゴン   | うしとら   | 山   | 止   | 少男 | 手   | 犬   | 北西         | 北東         | 土｜天王星   | 7            | 7            |
| ☷    | 000    | 坤   | コン   | ひつじさる | 地   | 順   | 母   | 腹   | 牛   | 北           | 南西         | 土｜土星     | 8            | 2            |

先天図。配列自体に呪力があるとされ、呪符などで使われる配列
後天図。占いなどで使われる配列
九数図。占いなどで後天図と組み合わせて使われる
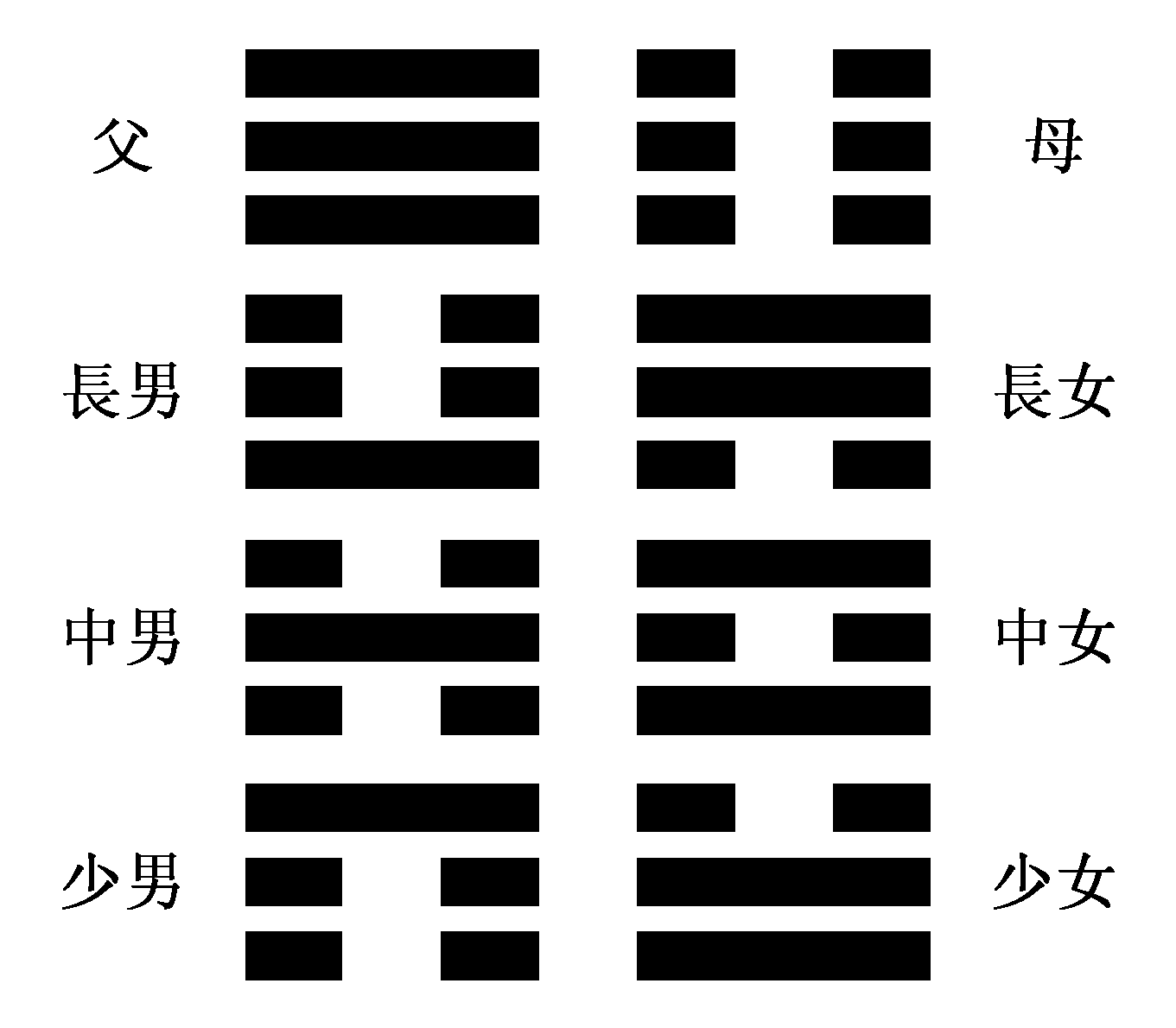
八卦と家族

## 次序
なお朱子学系統の易学における八卦の順序には「乾・兌・離・震・巽・坎・艮・坤」と「乾・坤・震・巽・坎・離・艮・兌」の2通りがある。前者を「伏羲八卦次序(先天八卦)」、後者を「文王八卦次序(後天八卦)」という。
伏羲八卦次序(先天八卦)は前述の繋辞上伝にある「太極-両儀-四象-八卦」の宇宙の万物生成過程に基づいており、陰陽未分の太極から陰陽両儀が生まれ、陰と陽それぞれから新しい陰陽が生じることによって四象となり、四象それぞれからまた新しい陰陽が生じることによって八卦となることを、☰・☱・☲・☳・☴・☵・☶・☷の順で表している。下記の図はその様子を描いたものであり、陽爻は白で、陰爻は黒で表されている。次序の通りに「乾一、兌二、離三、震四、巽五、坎六、艮七、坤八」と呼ばれる事が多い。
|      | 1    | 2    | 3    | 4    | 5    | 6    | 7    | 8    |
| 八卦 | 乾   | 兌   | 離   | 震   | 巽   | 坎   | 艮   | 坤   |
| 四象 | 太陽 | 太陽 | 少陰 | 少陰 | 少陽 | 少陽 | 太陰 | 太陰 |
| 両儀 | 陽   | 陽   | 陽   | 陽   | 陰   | 陰   | 陰   | 陰   |
|      | 太極 |      |      |      |      |      |      |      |

一方、文王八卦次序(後天八卦)は卦の象徴の意味にもとづいており、父母（乾☰ 坤☷）が陰陽二気を交合して長男長女（震☳ 巽☴）・中男中女（坎☵ 離☲）・少男少女（艮☶ 兌☱）を生むという順を表す。ここで子は下爻が長子、中爻が次子、上爻が末子を表し、陽爻が男、陰爻が女を象徴している。この順番の通りに「乾・坤・震・巽・坎・離・艮・兌」と呼ばれるが、実際に使われる値の「一坎, 二坤, 三震, 四巽, (五合太極,) 六乾, 七兌, 八艮, 九離」も併せて呼ばれる。

## 八卦の歴史

八卦爻と太極

占筮では筮竹を算数的に操作していった結果、「卦」と呼ばれる6本の棒（爻）からできた記号を選ぶ。易経では全部で六十四卦が設けられているが、これは三爻ずつの記号が上下に重ねられてできていると考えられた。この三爻で構成される記号が全部で8種類あり、これを「八卦」と称している。いわばおみくじを選ぶための道具であるが、易伝ではこの八卦がさまざまなものを象っていると考え、特に説卦伝において八卦がそれぞれ何の象形であるかを一々列挙している。漢代の易学（漢易）ではさらに五行思想と結合して解釈されるようになり、五行を属性としてもつ五時・五方・五常…といったものが八卦に配当され、さらには六十干支を卦と結びつけて占う納甲が行われたりもした。また1年12ヶ月を卦と結びつけた十二消息卦など天文・楽律・暦学におよぶ卦気説と呼ばれる理論体系も構築された。
伝説によれば、『易経』は、まず伏羲が八卦をつくり、周の文王がこれに卦辞を作ったという。この伝承にもとづき南宋の朱熹は、繋辞上伝にある「太極-両儀-四象-八卦」の生成論による「乾兌離震巽坎艮坤」の順序を伏羲が天地自然に象って卦を作ったことに見立てて伏羲先天八卦とし、説卦伝にある「父母-長男長女-中男中女-少男少女」の生成論にもとづく「乾坤震巽坎離艮兌」の順序を文王が人々に倫理道徳を示すために卦辞を作ったことに見立てて文王後天八卦とした。これにもとづいて配置された図を先天図・後天図という。後天図はもともと説卦伝で配当されていた方位であるため従来からのものであるが、先天図系の諸図は実際は11世紀の北宋の邵雍の著作『皇極経世書』が初出であり、邵雍の創作と推測されている。
| ☱ 兌 | ☰ 乾 | ☴ 巽 |
| ☲ 離 | 宋   | ☵ 坎 |
| ☳ 震 | ☷ 坤 | ☶ 艮 |

| ☴ 巽 | ☲ 離 | ☷ 坤 |
| ☳ 震 | 周   | ☱ 兌 |
| ☶ 艮 | ☵ 坎 | ☰ 乾 |

朱熹は八卦の手本となったという伝説上の河図洛書を陰陽を表す黒白点による十数図・九数図と規定するとともに、周敦頤の太極図、邵雍の先天諸図を取り入れ、図書先天の学にもとづく体系的な世界観を構築した。
清代になると実証主義を重んじる考証学が興起し、神秘的な図や数にもとづいた朱子学の易（宋易・象数易）は否定され、漢代易学の復元が試みられた。陽明学の流れをくむ黄宗羲は『易学象数論』において朱子学に反対し、朱子学者の易の八卦の図が根拠のない創作であること、そもそも論として先天諸図は繋辞上伝を誤って解釈していると述べた。黄は「太極-両儀-四象-八卦」を1爻ずつを2進法的に積み重ねたものと解釈し「太極(1)→両儀(2)→四象(4)→八卦(8)→16→32→六十四卦(64)」とし、「陰陽2爻を2画組み合わせたものを四象とする朱子学の説は、易経に記載がない」と批判した。黄は「四象」は三画八卦を、「八卦」は六十四卦を表していると解釈している。これをうけて胡渭は『易図明辨』において朱子学者が主張する易の図像は道教に由来することを著し、八卦図を批判した。

## 香港風水で用いる連山易・帰蔵易（先天易）の八卦

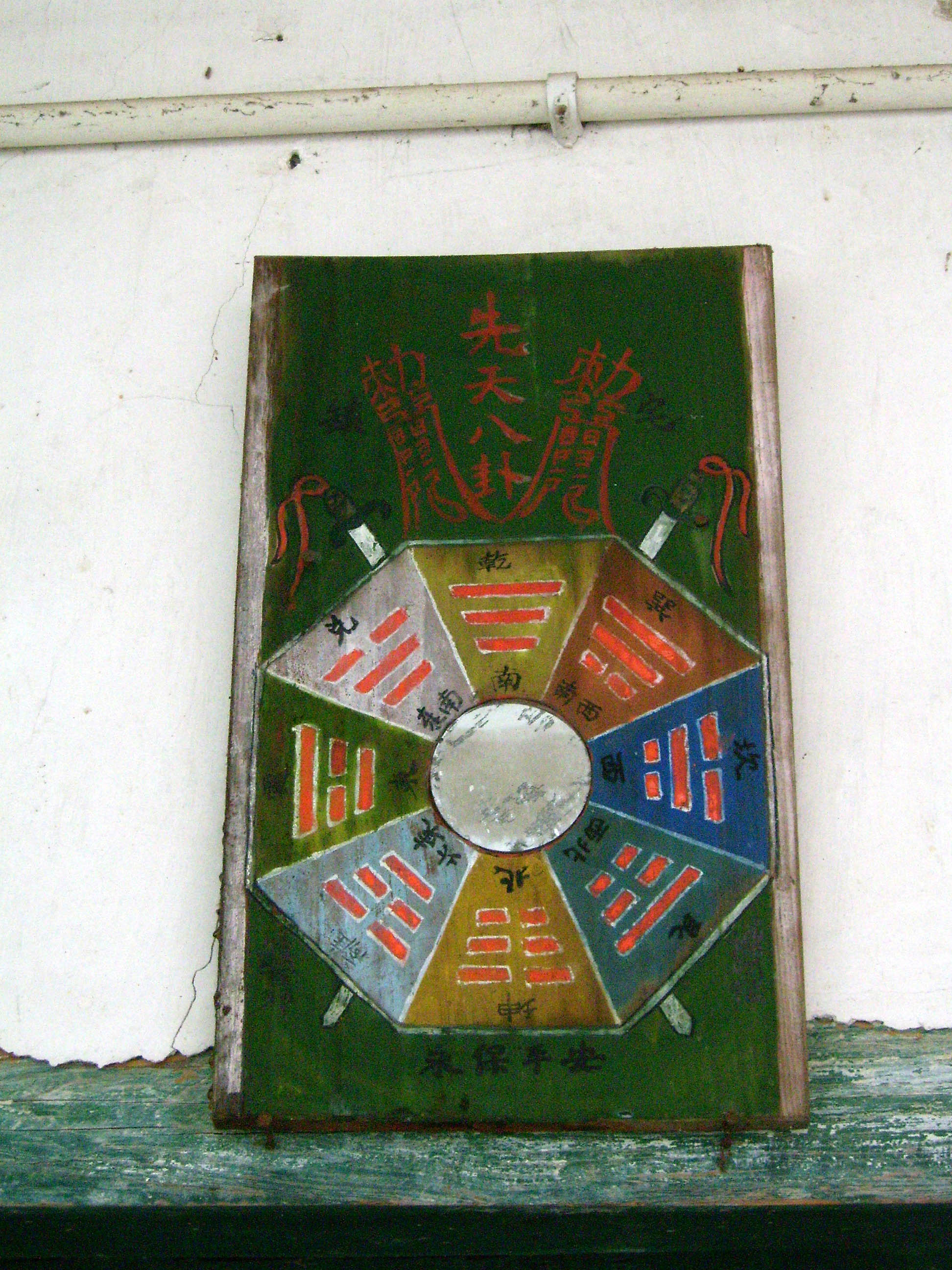
風水の八卦鏡に使用された先天八卦図 (昔の中国では、南を上にしたためこの地図は南が上になっている)

以上は日本や中国大陸などで使われているいわゆる周易（後天易）の八卦について述べたが、香港風水で用いる連山易・帰蔵易（先天易）では八卦の配置が異なる。
易は先天易と後天易に大別され、連山易・帰蔵易・周易の三易は、連山易・帰蔵易は先天易、周易は後天易である。連山易は夏王朝の易、帰蔵易は殷王朝の易とされる。
連山易・帰蔵易については魏晋南北朝時代の偽作ではないかと言われていたが、1993年に王家台秦墓から帰蔵易が発見されたため偽作説はくつがえった。連山易・帰蔵易についての正史の記録は、劉昫『旧唐書』の宮中の蔵書目録「経籍志」が最古である。旧唐書の本文（通行本の中華書局本）には「『帰蔵』十三巻は殷の易なり、司馬膺の注。」とある。なお、現在の『旧唐書』は一度消滅した書物を後世の学者（明の聞人詮（中国語: 闻人诠））があちこちから集めて復元したもので、脱落が多く、復元する学者によって内容が異なる。羅士琳『旧唐書校勘記』巻二八では「『連山』は司馬膺の注、夏の易なり。『帰蔵』十三巻は晋の（中略）薛貞の注、殷の易なり」という本文だったものが、脱落して今の形になったのではないかと推定している。すなわち、正史の記載によれば少なくとも唐代までは連山易・帰蔵易が伝わっていたが、宋・元時代に何らかの問題で消滅してしまった可能性がある。『帰蔵』十三巻は南宋の頃には既に三巻しか無くなっていた。この本を見た南宋の鄭樵は「帰蔵易は占いのことだけが書かれており、内容は質素で相当古いものであろう。しばしば後世の偽作だと言われているが、後世の人間が書けるようなものではない」と述べている。現在の連山易・帰蔵易は敦煌文書の一つ『輔行訣臓腑用薬法要』から復元したものである。
羅士琳らの説が正しいとすれば、北宋時代までは連山易は夏王朝の易と伝承されていたことになる。また帰蔵易は殷の易とされる。
風水説では連山易は天・帰蔵易は地・周易は人、とされ、天地人の三才に当てられることもある。その方位図は風水の道具、羅盤などに使用されている。
『帰蔵』の爻辞は易経（周易）のものと大幅に異なっており、孔子により哲学的な解釈が追加された周易と異なり、純粋に占いのことしか書かれていない。逆にこのことが周易に比べて連山易・帰蔵易が振るわなかった理由であった。周易も元々は占いの本だけであったが、後世、繋辞伝などの哲学的な注釈が付与されて中国哲学の基本書にまで出世したのに比べ、連山易・帰蔵易は占いのことしか書いておらず、卑俗とされていたからである。
連山易・帰蔵易・周易の三易は八卦および六十四卦の配列方法も異なっており、周易は乾から始まるが、連山易は震から、帰蔵は坤から始まる。

### 連山易・帰蔵易に基づく「雒粤（らくおう）中天八卦」 の八卦配置
漢方医学の書、南朝梁の陶弘景の撰と伝える『輔行訣臓腑用薬法要』では連山易・帰蔵易に基づく八卦の記載があり、香港で広まりつつある。
| ☲ 離 | ☳ 震        | ☰ 乾 |
| ☶ 艮 | 連山氏 龍図 | ☱ 兌 |
| ☷ 坤 | ☴ 巽        | ☵ 坎 |

| ☶ 艮 | ☷ 坤        | ☳ 震 |
| ☵ 坎 | 帰蔵氏 亀書 | ☲ 離 |
| ☴ 巽 | ☰ 乾        | ☱ 兌 |

## フィクションなど

### 八卦衣

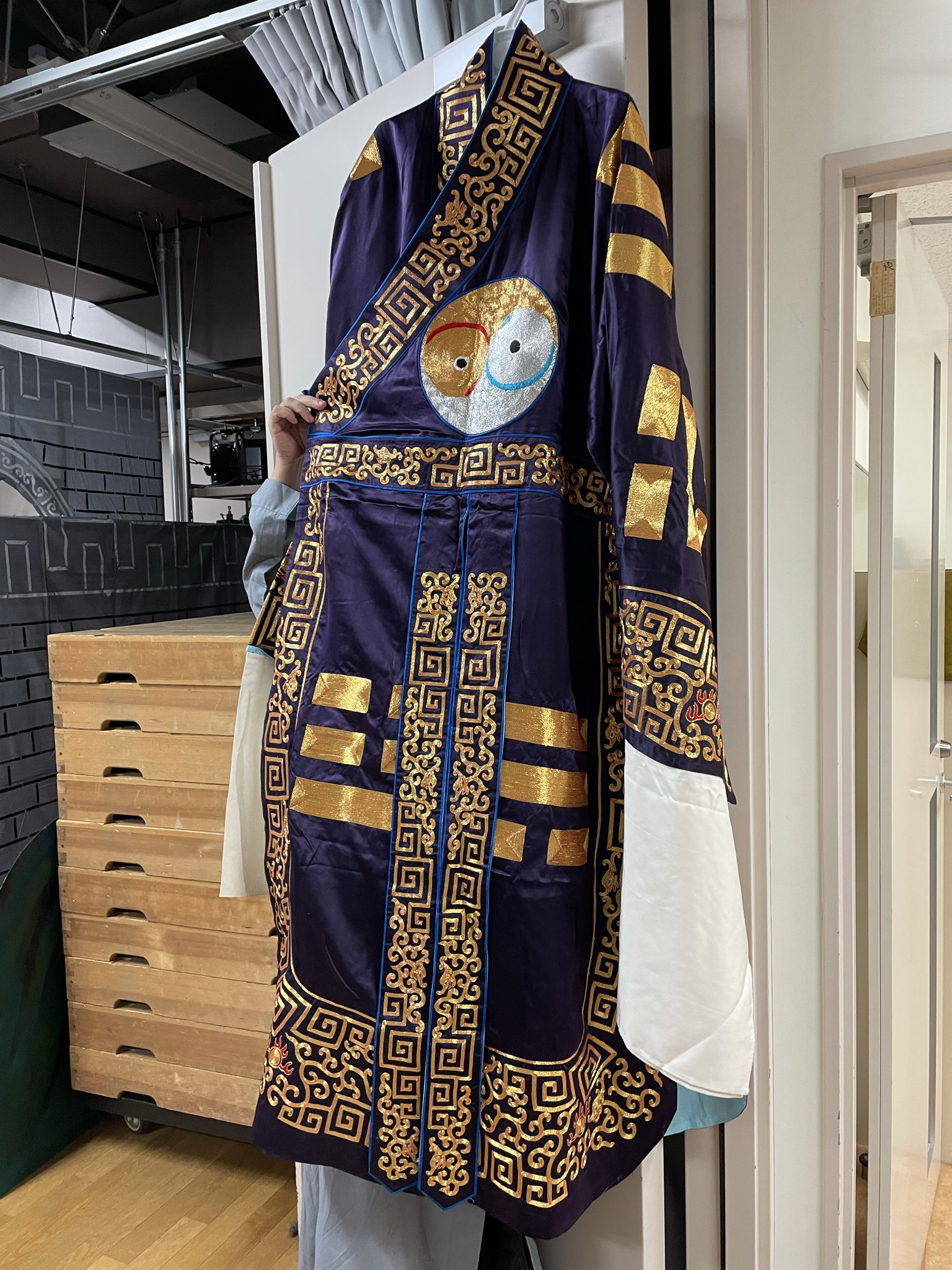
京劇で諸葛亮が着る八卦衣。

京劇の太上老君すなわち老子や、諸葛亮は「八卦衣」という独特のデザインの衣装を着る。これは八卦と太極図を刺繍した豪華な衣装で、天文地理の奥義に通じていることを示す。道教でも、一部の道士が八卦衣を着用することがある。

### 八卦炉
『西遊記』の初めのほうで、太上老君の金丹を盗み食いした孫悟空は、太上老君によって「八卦炉」の中に放り込まれる。

### 相撲
相撲の行司の「はっけよい」という掛け声の語源は「八卦良い」であるという説もある。

## 符号位置
Yijing trigram symbols
| 記号 | Unicode | JIS X 0213 | 文字参照         | 名称                 |
| ---- | ------- | ---------- | ---------------- | -------------------- |
| ☰    | U+2630  |            | &#x2630; &#9776; | TRIGRAM FOR HEAVEN   |
| ☱    | U+2631  |            | &#x2631; &#9777; | TRIGRAM FOR LAKE     |
| ☲    | U+2632  |            | &#x2632; &#9778; | TRIGRAM FOR FIRE     |
| ☳    | U+2633  |            | &#x2633; &#9779; | TRIGRAM FOR THUNDER  |
| ☴    | U+2634  |            | &#x2634; &#9780; | TRIGRAM FOR WIND     |
| ☵    | U+2635  |            | &#x2635; &#9781; | TRIGRAM FOR WATER    |
| ☶    | U+2636  |            | &#x2636; &#9782; | TRIGRAM FOR MOUNTAIN |
| ☷    | U+2637  |            | &#x2637; &#9783; | TRIGRAM FOR EARTH    |